# 언양 나들목
언양 나들목(Eonyang IC)은 울산광역시 울주군 언양읍 어음리에 설치되었던 울산고속도로의 나들목이다.
1969년 12월 29일 울산고속도로가 개통할 당시부터 존재했던 첫번째 나들목이었으며 평면 교차로로 설치되었다. 당시 구조로는 언양 방향 진입의 경우 좌회전이 가능했지만 언양 방향 진출의 경우 좌회전이 불가능하고 그 뒤에 설치된 유턴 차로를 이용해 유턴해서 진출해야 했다. 이런 구조인데다가 언양 나들목으로 진입 및 진출하는 차량과 울산고속도로를 이용하는 차량이 뒤엉켜 사고가 빈번하게 발생했고, 당시 언양 나들목에 설치된 언양 요금소는 매표소가 2개 밖에 설치되지 않아 심각한 교통체증을 유발했다. 당시 교통체증이 너무 심해서 1994년 기준으로 주말과 휴일에는 가지산, 석남사, 천황산과 표충사 등 많은 유원지에 행락객이 몰려 가지산 입구에서 언양 나들목까지 약 20km가 넘는 구간이 정체되어 평상시에는 20여분이면 갈 수 있던 것이 빠져나가는데만 3~4시간이 걸릴 정도였다고 한다.
이러한 사고 위험과 상습 정체 때문에 당시 울산군에서는 줄곧 한국도로공사에 이 나들목을 경부고속도로로 이전하는 것을 요구했고, 1994년 6월 한국도로공사와 울산군이 이 나들목을 경부고속도로로 이설하는데 합의했으며, 1997년 5월 사업비 472억원을 들여 새로 착공한 경부고속도로의 나들목은 2000년 9월 5일에 개통되었는데 이 나들목이 바로 서울산 나들목이다.
하지만 경부고속도로 서울산 나들목이 개통되었음에도 불구하고 기존 언양 나들목은 주민들의 요구와 당시 국도 제24호선 상북 ~ 언양간 도로 공사가 끝나지 않아 운전자들의 불편 호소로 폐쇄되지 못했다. 대신 교통 혼잡을 방지하기 위해 2000년 9월 10일에 언양 방향 진출입로를 폐쇄하고 범서 방향으로만 진출입할 수 있게 바뀌었다.
2004년 12월 4일 국도 제24호선 상북 ~ 언양간 도로 확장 공사가 마무리단계에 이르자 언양 나들목을 폐쇄하기로 발표했고, 당초에는 12월 22일에 폐쇄하기로 했지만 실제로는 2004년 12월 29일 오후 3시부터 모두 폐쇄되었다.
물론 폐쇄하는데 순조롭게 이루어진 것은 아니었다. 2004년 7월에는 울주군 주민들로 구성된 언양 나들목 폐쇄 반대추진위원회에서 "언양 나들목을 폐쇄하게 되면 서울산 나들목을 이용한 차량들이 모두 어음사거리로 몰려 언양읍 일대가 주차장이 될것"이라고 주장하면서 1500여명의 주민 서명을 받아 한국도로공사에 탄원서를 집어넣기도 했으며, 2004년 12월 24일 폐쇄 직전에는 폐쇄 반대 거리 시위까지 벌이기도 했다.
현재 폐쇄된 언양 나들목 부지에는 구 톨게이트 정류장이 범서방향 도로에 설치되었으며, 울산 ~ 김해국제공항 리무진 버스가 정차하여 하차할 수 있다.

## 연혁
- 1969년 12월 29일 : 언양울산고속도로 개통과 함께 영업 개시
- 2000년 9월 10일 : 경부고속도로 서울산 나들목 개통으로 언양 방향 진출입로 폐쇄
- 2004년 12월 29일 : 국도 제24호선 상북 ~ 언양간 도로 확장 공사가 완료됨에 따라 나들목 폐쇄

## 구조물 정보
- 위치: 울산광역시 울주군 언양읍 어음리
- 영업소: 울산광역시 울주군 언양읍 어음리 280-12

## 접속하는 도로
- 어음길

## 교통량 정보
| 요금소        | 통행량 (대/일) | 통행량 (대/일) | 통행량 (대/일) | 통행량 (대/일) | 각주  |
| 요금소        | 2001년         | 2002년         | 2003년         | 2004년         | 각주  |
| ------------- | -------------- | -------------- | -------------- | -------------- | ----- |
| 언양 (폐쇄식) | 2,791          | 2,591          | 2,434          | 2,374          | [ 8 ] |

## 같이 보기
- 서울산 나들목